# HD11031
HD11031 — хімічно пекулярна зоря спектрального класу A, що має видиму зоряну величину в смузі V приблизно  7,1.
Вона  розташована на відстані близько 331,5 світлових років від Сонця.

## Фізичні характеристики
Зоря HD11031 обертається 
порівняно повільно 
навколо своєї осі. Проєкція її екваторіальної швидкості на промінь зору становить  Vsin(i)= 49км/сек.